# Hemicordulia okinawensis
Hemicordulia okinawensis – gatunek ważki z rodziny szklarkowatych (Corduliidae).